# جون ناغاي
جون ناغاي (باليابانية: 永井 純) هو منافس ألعاب قوى ياباني، ولد في 20 مايو 1944.

## وصلات خارجية
- جون ناغاي على موقع اللجنة الأولمبية الدولية (الإنجليزية)
- جون ناغاي على موقع أوليمبيديا (الإنجليزية)